# Список птахів Аруби
Це перелік видів птахів, зафіксованих на території Аруби. Авіфауна Аруби налічує загалом 245 видів, з яких 6 були інтродуковані людьми. 111 видів є рідкісними або випадковими, 2 види був знищені на території Аруби. 2 види не були зафіксовані, однак, імовірно, присутні на території Аруби.

## Позначки
Наступні теги використані для виділення деяких категорій птахів.
- (V) Випадковий — вид, який рідко або випадково трапляється на Арубі
- (I) Інтродукований — вид, завезений на Арубу як наслідок, прямих чи непрямих дій людських дій
- (H) Гіпотетичний — не зафіксований вид, який, однак, імовірно, присутній на території Аруби

## Гусеподібні(Anseriformes)
Родина: Качкові (Anatidae)
- Свистач рудий, Dendrocygna bicolor (V)
- Свистач білоголовий, Dendrocygna viduata (V)
- Свистач червонодзьобий, Dendrocygna autumnalis
- Качка мускусна, Cairina moschata (I)
- Качка американська, Sarkidiornis sylvicola (V)
- Широконіска північна, Spatula clypeata
- Чирянка блакитнокрила, Spatula discors
- Чирянка руда, Spatula cyanoptera (V)
- Свищ американський, Mareca americana
- Шилохвіст білощокий, Anas bahamensis
- Шилохвіст північний, Anas acuta (V)
- Чирянка американська, Anas carolinensis (V)
- Чернь канадська, Aythya collaris (V)
- Чернь американська, Aythya affinis
- Савка маскова, Nomonyx dominicus (V)

## Куроподібні(Galliformes)
Родина: Токрові (Odontophoridae)
- Перепелиця чубата, Colinus cristatus

## Фламінгоподібні(Phoenicopteriformes)
Родина: Фламінгові (Phoenicopteridae)
- Фламінго червоний, Phoenicopterus ruber

## Пірникозоподібні(Podicipediformes)
Родина: Пірникозові (Podicipedidae)
- Пірникоза домініканська, Tachybaptus dominicus
- Пірникоза рябодзьоба, Podilymbus podiceps

## Голубоподібні(Columbiformes)
Родина: Голубові (Columbidae)
- Голуб сизий, Columba livia (I)
- Голуб пурпуровошиїй, Patagioenas squamosa (знищений)
- Голуб білокрилий, Patagioenas corensis
- Горличка білолоба, Leptotila verreauxi
- Zenaida auriculata(інші мови)
- Талпакоті строкатоголовий, Columbina passerina

## Зозулеподібні(Cuculiformes)
Родина: Зозулеві (Cuculidae)
- Ані великий, Crotophaga major (V)
- Ані товстодзьобий, Crotophaga ani (V)
- Ані малий, Crotophaga sulcirostris
- Кукліло північний, Coccyzus americanus
- Кукліло мангровий, Coccyzus minor (V)

## Дрімлюгоподібні(Caprimulgiformes)
Родина: Гуахарові (Steatornithidae)
- Гуахаро, Steatornis caripensis (V)

Родина: Дрімлюгові (Caprimulgidae)
- Анаперо віргінський, Chordeiles minor
- Анаперо антильський, Chordeiles gundlachii (V)
- Дрімлюга колумбійський, Setopagis heterura (V)
- Дрімлюга білохвостий, Hydropsalis cayennensis
- Дрімлюга каролінський, Antrostomus carolinensis (V)

## Серпокрильцеподібні(Apodiformes)
Родина: Серпокрильцеві (Apodidae)
- Свіфт болівійський, Streptoprocne zonaris (V)
- Голкохвіст сірочеревий, Chaetura vauxi (V)
- Голкохвіст східний, Chaetura pelagica

Родина: Колібрієві (Trochilidae)
- Колібрі-якобін синьоголовий, Florisuga mellivora (V)
- Колібрі-рубін, Chrysolampis mosquitus
- Колібрі-смарагд синьохвостий, Chlorostilbon mellisugus

## Журавлеподібні(Gruiformes)
Родина: Арамові (Aramidae)
- Арама, Aramus guarauna (V)

Родина: Пастушкові (Rallidae)
- Султанка американська, Porphyrio martinica
- Погонич каролінський, Porzana carolina
- Курочка латиноамериканська, Gallinula galeata
- Лиска американська, Fulica americana

## Сивкоподібні(Charadriiformes)
Родина: Сивкові (Charadriidae)
- Сивка американська, Pluvialis dominica
- Сивка морська, Pluvialis squatarola
- Чайка чилійська, Vanellus chilensis
- Пісочник крикливий, Charadrius vociferus
- Пісочник канадський, Charadrius semipalmatus
- Пісочник довгодзьобий, Charadrius wilsonia
- Пісочник пампасовий, Charadrius collaris
- Пісочник американський, Charadrius nivosus (V)

Родина: Куликосорокові (Haematopodidae)
- Кулик-сорока американський, Haematopus palliatus

Родина: Чоботарові (Recurvirostridae)
- Himantopus mexicanus

Родина: Баранцеві (Scolopacidae)
- Бартрамія, Bartramia longicauda (V)
- Кульон гудзонський, Numenius hudsonicus
- Грицик канадський, Limosa haemastica (V)
- Крем'яшник звичайний, Arenaria interpres
- Побережник ісландський, Calidris canutus (V)
- Брижач, Calidris pugnax (V)
- Побережник довгоногий, Calidris himantopus
- Побережник червоногрудий, Calidris ferruginea (V)
- Побережник білий, Calidris alba
- Побережник канадський, Calidris bairdii (V)
- Побережник-крихітка, Calidris minutilla
- Побережник білогрудий, Calidris fuscicollis
- Жовтоволик, Calidris subruficollis
- Побережник арктичний, Calidris melanotos
- Побережник тундровий, Calidris pusilla
- Побережник аляскинський, Calidris mauri
- Неголь короткодзьобий, Limnodromus griseus
- Неголь довгодзьобий, Limnodromus scolopaceus (V)
- Gallinago delicata
- Набережник плямистий, Actitis macularius
- Коловодник малий, Tringa solitaria
- Коловодник строкатий, Tringa melanoleuca
- Коловодник американський, Tringa semipalmata
- Коловодник жовтоногий, Tringa flavipes

Родина: Яканові (Jacanidae)
- Якана червонолоба, Jacana jacana (V)

Родина: Поморникові (Stercorariidae)
- Поморник антарктичний, Stercorarius maccormicki (V)
- Поморник середній, Stercorarius pomarinus (V)
- Поморник короткохвостий, Stercorarius parasiticus (V)
- Поморник довгохвостий, Stercorarius longicaudus (V)

Родина: Мартинові (Laridae)
- Leucophaeus atricilla
- Мартин ставковий, Leucophaeus pipixcan (V)
- Мартин делаверський, Larus delawarensis (V)
- Мартин морський, Larus marinus (V)
- Мартин чорнокрилий, Larus fuscus (V)
- Мартин американський, Larus smithsonianus (V)
- Крячок бурий, Anous stolidus
- Крячок атоловий, Anous minutus
- Крячок строкатий, Onychoprion fuscatus
- Крячок бурокрилий, Onychoprion anaethetus
- Крячок карибський, Sternula antillarum
- Крячок великодзьобий, Phaetusa simplex (V)
- Крячок чорнодзьобий, Gelochelidon nilotica
- Крячок каспійський, Hydroprogne caspia (V)
- Крячок чорний, Chlidonias niger
- Крячок річковий, Sterna hirundo
- Крячок рожевий, Sterna dougallii
- Крячок неоарктичний, Sterna forsteri (V)
- Крячок рябодзьобий, Thalasseus sandvicensis
- Крячок королівський, Thalasseus maximus
- Водоріз американський, Rynchops niger

## Фаетоноподібні(Phaethontiformes)
Родина: Фаетонові (Phaethontidae)
- Фаетон червонодзьобий, Phaethon aethereus (V)

## Буревісникоподібні(Procellariiformes)
Родина: Океанникові (Oceanitidae)
- Океанник Вільсона, Oceanites oceanicus (V)

Родина: Буревісникові (Procellariidae)
- Тайфунник кубинський, Pterodroma hasitata (V)
- Бульверія тонкодзьоба, Bulweria bulwerii (V)
- Calonectris diomedea (V)
- Буревісник екваторіальний, Puffinus lherminieri (V)

## Лелекоподібні(Ciconiiformes)
Родина: Лелекові (Ciconiidae)
- Міктерія, Mycteria americana (V)

## Сулоподібні(Suliformes)
Родина: Фрегатові (Fregatidae)
- Фрегат карибський, Fregata magnificens
- Фрегат тихоокеанський, Fregata minor (V)

Родина: Сулові (Sulidae)
- Сула жовтодзьоба, Sula dactylatra
- Сула червононога, Sula sula
- Сула білочерева, Sula leucogaster

Родина: Бакланові (Phalacrocoracidae)
- Баклан бразильський, Phalacrocorax brasilianus

## Пеліканоподібні(Pelecaniformes)
Родина: Пеліканові (Pelecanidae)
- Пелікан бурий, Pelecanus occidentalis

Родина: Чаплеві (Ardeidae)
- Бугай строкатий, Botaurus pinnatus (V)
- Бугайчик американський, Ixobrychus exilis
- Квак звичайний, Nycticorax nycticorax
- Квак чорногорлий, Nyctanassa violacea
- Чапля зелена, Butorides virescens
- Чапля мангрова, Butorides striata (V)
- Чапля єгипетська, Bubulcus ibis
- Чапля північна, Ardea herodias
- Чепура велика, Ardea alba
- Чапля-свистун, Syrigma sibilatrix (V)
- Чепура трибарвна, Egretta tricolor
- Чепура рудошия, Egretta rufescens
- Чепура мала, Egretta garzetta (V)
- Чепура американська, Egretta thula
- Чепура блакитна, Egretta caerulea

Родина: Ібісові (Threskiornithidae)
- Ібіс білий, Eudocimus albus (V)
- Ібіс червоний, Eudocimus ruber (V)
- Коровайка бура, Plegadis falcinellus
- Коровайка американська, Plegadis chihi (V)
- Косар рожевий, Platalea ajaja

## Катартоподібні(Cathartiformes)
Родина: Катартові (Cathartidae)
- Урубу, Coragyps atratus (V)
- Катарта червоноголова, Cathartes aura (V)

## Яструбоподібні(Cathartiformes)
Родина: Скопові (Pandionidae)
- Скопа, Pandion haliaetus

Родина: Яструбові (Accipitridae)
- Шуліка білохвостий, Elanus leucurus (V)
- Elanoides forficatus(інші мови) (V)
- Шуліка-слимакоїд червоноокий, Rostrhamus sociabilis (V)
- Лунь американський, Circus hudsonius (V)
- Канюк білохвостий, Geranoaetus albicaudatus (V)

## Совоподібні(Strigiformes)
Родина: Совові (Strigidae)
- Сич американський, Athene cunicularia

## Сиворакшоподібні(Coraciiformes)
Родина: Рибалочкові (Alcedinidae)
- Рибалочка-чубань неотропічний, Megaceryle torquata (V)
- Рибалочка-чубань північний, Megaceryle alcyon
- Рибалочка амазонійський, Chloroceryle amazona (V)

## Дятлоподібні(Piciformes)
Родина: Дятлові (Picidae)
- Дятел-смоктун жовточеревий, Sphyrapicus varius (V)

## Соколоподібні(Falconiformes)
Родина: Соколові (Falconidae)
- Каракара аргентинська, Caracara plancus
- Хімахіма, Milvago chimachima
- Боривітер американський, Falco sparverius
- Підсоколик малий, Falco columbarius
- Сокіл мексиканський, Falco femoralis (V)
- Сапсан, Falco peregrinus

## Папугоподібні(Psittaciformes)
Родина: Psittaculidae
- Папуга Крамера, Psittacula krameri (I)

Родина: Папугові (Psittacidae)
- Амазон жовтоплечий, Amazona barbadensis (Знищений)
- Аратинга рудоволий, Eupsittula pertinax

## Горобцеподібні(Passeriformes)
Родина: Тиранові (Tyrannidae)
- Еленія карибська, Elaenia martinica
- Еленія короткодзьоба, Elaenia parvirostris (V)
- Тиранчик бурий, Phaeomyias murina (V)
- Пікабуї, Machetornis rixosa
- Тиран тропічний, Tyrannus melancholicus
- Тиран вилохвостий, Tyrannus savana
- Тиран королівський, Tyrannus tyrannus (V)
- Тиран сірий, Tyrannus dominicensis
- Копетон неотропічний, Myiarchus swainsoni (V)
- Копетон блідий, Myiarchus tyrannulus
- Тиранчик-короткодзьоб північний, Sublegatus arenarum
- Pyrocephalus rubinus(інші мови) (V)
- Empidonax traillii (V)
- Піві лісовий, Contopus virens (V)

Родина: Віреонові (Vireonidae)
- Віреон жовтогорлий, Vireo flavifrons (H)
- Віреон цитриновий, Vireo philadelphicus (V)
- Віреон червоноокий, Vireo olivaceus
- Віреон білочеревий, Vireo flavoviridis (V)
- Віреон чорновусий, Vireo altiloquus

Родина: Ластівкові (Hirundinidae)
- Ластівка пампасова, Stelgidopteryx ruficollis (V)
- Щурик бурий, Progne tapera (V)
- Щурик пурпуровий, Progne subis (V)
- Щурик антильський, Progne dominicensis (V)
- Щурик кубинський, Progne cryptoleuca (H)
- Ластівка берегова, Riparia riparia
- Ластівка сільська, Hirundo rustica
- Ясківка білолоба, Petrochelidon pyrrhonota
- Ясківка печерна, Petrochelidon fulva (V)

Родина: Омелюхові (Bombycillidae)
- Омелюх американський, Bombycilla cedrorum (V)

Родина: Дроздові (Turdidae)
- Дрізд-короткодзьоб бурий, Catharus fuscescens (V)
- Дрізд лісовий, Hylocichla mustelina (V)

Родина: Пересмішникові (Mimidae)
- Пересмішник сірий, Dumetella carolinensis (V)
- Пересмішник сивий, Mimus gilvus

Родина: Шпакові (Sturnidae)
- Шпак звичайний, Sturnus vulgaris (I) (V)

Родина: Ткачикові (Ploceidae)
- Ткачик великий, Ploceus cucullatus (I) (V)

Родина: Астрильдові (Estrildidae)
- Мунія трибарвна, Lonchura malacca (I) (V)

Родина: Горобцеві (Passeridae)
- Горобець хатній, Passer domesticus (I)

Родина: Passerellidae
- Бруант рудошиїй, Zonotrichia capensis

Родина: Трупіалові (Icteridae)
- Гоглу, Dolichonyx oryzivorus
- Шпаркос савановий, Leistes militaris (V)
- Трупіал венесуельський, Icterus icterus
- Трупіал балтиморський, Icterus galbula (V)
- Трупіал цитриновий, Icterus nigrogularis
- Вашер синій, Molothrus bonariensis
- Гракл карибський, Quiscalus lugubris (I)
- Гракл великохвостий, Quiscalus mexicanus (V)
- Потеліжник, Gymnomystax mexicanus (V)
- Каруг жовтоголовий, Chrysomus icterocephalus (V)

Родина: Піснярові (Parulidae)
- Смугастоволець оливковий, Seiurus aurocapilla
- Смугастоволець річковий, Parkesia noveboracensis
- Смугастоволець білобровий, Parkesia motacilla (V)
- Червоїд золотокрилий (Vermivora chrysoptera) (V)
- Червоїд жовтоголовий, Vermivora cyanoptera (V)
- Пісняр строкатий, Mniotilta varia
- Пісняр жовтий, Protonotaria citrea
- Червоїд світлобровий, Oreothlypis peregrina (V)
- Цитринка сіровола, Oporornis agilis (V)
- Цитринка жовтогорла, Geothlypis formosa (V)
- Жовтогорлик північний, Geothlypis trichas
- Болотянка чорногорла, Setophaga citrina
- Пісняр горихвістковий, Setophaga ruticilla
- Пісняр-лісовик рудощокий, Setophaga tigrina
- Пісняр північний, Setophaga americana
- Пісняр-лісовик канадський, Setophaga magnolia (V)
- Пісняр-лісовик каштановий, Setophaga castanea (V)
- Пісняр-лісовик рудоволий, Setophaga fusca
- Пісняр-лісовик золотистий, Setophaga petechia
- Пісняр-лісовик рудобокий, Setophaga pensylvanica
- Пісняр-лісовик білощокий, Setophaga striata
- Пісняр-лісовик сизий, Setophaga caerulescens (V)
- Пісняр-лісовик рудоголовий, Setophaga palmarum (V)
- Пісняр-лісовик жовтогузий, Setophaga coronata (V)
- Пісняр-лісовик прерієвий, Setophaga discolor (V)
- Пісняр-лісовик чорногорлий, Setophaga virens (V)
- Болотянка строкатовола, Cardellina canadensis (A) (V)

Родина: Кардиналові (Cardinalidae)
- Піранга пломениста, Piranga rubra (V)
- Піранга кармінова, Piranga olivacea (V)
- Кардинал-довбоніс червоноволий, Pheucticus ludovicianus (V)
- Скригнатка синя, Passerina caerulea (V)
- Скригнатка індигова, Passerina cyanea
- Лускун, Spiza americana (V)

Родина: Саякові (Thraupidae)
- Посвірж золотоголовий, Sicalis flaveola (I)
- Цереба, Coereba flaveola
- Потрост чорноволий, Melanospiza bicolor